# Badis khwae
Badis khwae е вид бодлоперка от семейство Badidae. Видът не е застрашен от изчезване.

## Разпространение
Разпространен е в Тайланд.

## Описание
На дължина достигат до 2,9 cm.